# Digby County
Digby County ist eines der zurzeit 18 Countys in der kanadischen Provinz Nova Scotia (Neuschottland). Es liegt im Nordwesten der Provinz und grenzt im Nordosten an Annapolis County sowie im Süden an Yarmouth County. Im Südosten grenzt es auch an die Region of Queens Municipality. Das County liegt an der Bay of Fundy und hat sein verwaltungstechnisches Zentrum in Digby.
Die Einwohnerzahl beträgt 17.323 (Stand: 2016).
2011 lebten in der 2.515,23 km² großen Verwaltungseinheit 18.036 Einwohner, woraus sich eine Bevölkerungsdichte von 7,2 Einwohnern/km² ergibt. Dabei ist die Einwohnerzahl, im Vergleich zum Zensus aus dem Jahr 2006, erneut zurückgegangen. Die Bevölkerung nahm um 5,0 % ab. Das County liegt sowohl mit seiner Fläche, wie auch mit Einwohnerzahl und damit Einwohnerdichte im Mittelfeld aller Countys.
Das County ist über den Nova Scotia Highway 101 an das übrige Verkehrsnetz der Provinz angeschlossen. Von Digby aus verkehrt auch eine Fähre der Bay Ferries über die Bay of Fundy nach Saint John. An den Luftverkehr ist das County über den Digby-Annapolis Regional Airport, südlich von Digby.

## Geschichte
Bereits vor der Entdeckung durch Europäer war diese Gegend Siedlungs- und Jagdgebiet von First Nations, der Mi’kmaq. Das Gebiet gehörte bei der Aufteilung der Provinz in Countys im Jahr 1759 ursprünglich zum Annapolis County. Digby County wurde erst 1837 von diesem abgespalten und nach dem britischen Admiral Robert Digby benannt.

## Gemeinden
Digby County gliedert sich
- in Digby (die Stadt (Town)) sowie
- den Digby Municipal District und
- den Clare Municipal District.

Weiterhin gibt es im County noch ein Reservat der Mi’kmaq.